# استاتهام (جورجیا)
استاتهام، جورجیا (به انگلیسی: Statham, Georgia) یک شهر در ایالات متحده آمریکا با جمعیت ۲٬۴۰۸ نفر است که در جورجیا واقع شده‌است.

## موقعیت جغرافیایی
موقعیت جغرافیایی شهرها و مناطق اطراف به شرح زیر است: